# Ancienne université de Paris
 (avril 2019).
Si vous disposez d'ouvrages ou d'articles de référence ou si vous connaissez des sites web de qualité traitant du thème abordé ici, merci de compléter l'article en donnant les références utiles à sa vérifiabilité et en les liant à la section « Notes et références ».
Cet article concerne L'université de Paris créée au début du treizième siècle et fermée en 1793. Pour L'université de Paris créée en 1896 et dissoute en 1970, voir Université de Paris (1896-1970).
L'université de Paris est, après Bologne, la deuxième plus ancienne des universités, au sens strict du terme. Sa fondation résulte d'une mutation institutionnelle et juridique progressive des écoles parisiennes, survenue entre 1205-1215 au plus tôt et 1231 au plus tard. Elle acquiert rapidement un très grand prestige, notamment dans les domaines des arts libéraux et de la théologie. Constituée comme l'association de tous les collèges, écoles et 'studia' (centres conventuels de formation ecclésiastique) parisiens, elle assure la formation de tous les lettrés qui ont statut clérical. Elle contribue d'une façon ou d'une autre à la formation de la majorité des futurs cadres et agents administratifs des institutions royales (conseil d'État, parlements, tribunaux, cours des comptes, impôts…) et des supérieurs ecclésiastiques de tous rangs (prélats). L'université de Paris, après une longue période de déclin à l'époque moderne, est supprimée en 1793 lors de la Révolution française.

## Historique
Au Moyen Âge, on parle d'université, lorsque, dans un même centre urbain, plusieurs communautés de maîtres et d'élèves (écoles) qui enseignent une ou plusieurs disciplines, et relèvent d'autorités différentes, s'unissent pour organiser leur activité, gérer leurs conflits, revendiquer des libertés et des droits de la part des juridictions supérieures, civiles (rois, empereurs) et surtout ecclésiastique (pape).

### Origine
L'université de Paris est la conséquence du développement foisonnant des écoles parisiennes, porté, depuis le milieu du XIIe siècle, par l’essor démographique, économique et politique de la capitale. Elle marque aussi la perte de pouvoir et le déclin du monopole de l'école de théologie de Notre-Dame qui avait régné sur l'enseignement de la théologie jusqu'à la fin du XIIe siècle. Le développement de l'enseignement des arts libéraux, du droit et de la médecine, les problèmes de juridiction posés par la multiplication des institutions ecclésiastiques régulières abritant des écoles de théologie, le poids de la charge du chancelier de Notre-Dame et sa concurrence avec celui de Sainte-Geneviève, les revendications bruyantes,concourantes plus que concourantes, et finalement l'accaparement des chaires par les maîtres des ordres mendiants ont conduit à l'invention de l'institution nouvelle et à la nouvelle organisation qui la caractérise.
Entre 1205 et 1210 apparaissent les premiers documents qui attestent une organisation des maîtres et étudiants.

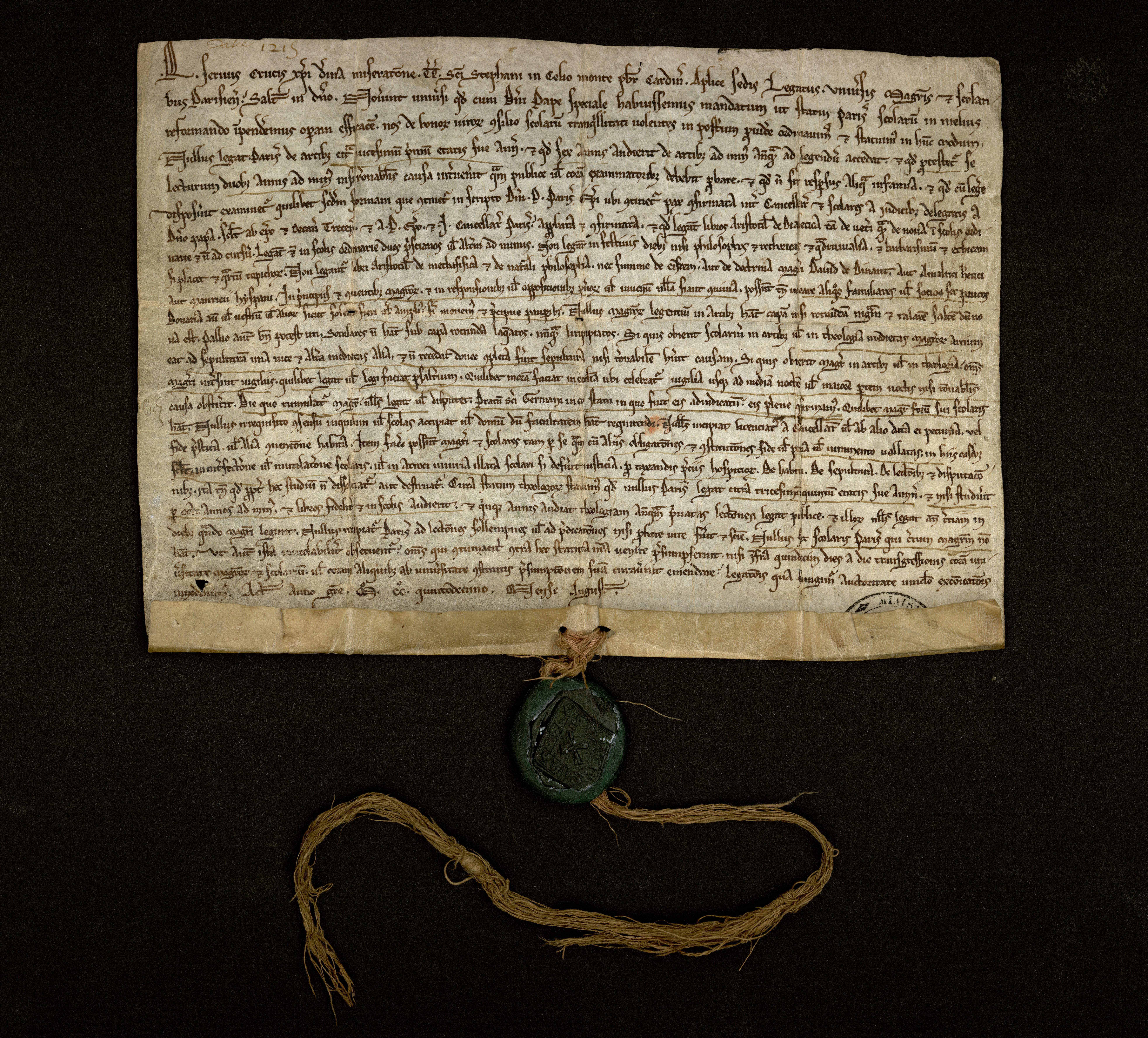
Statuts de l'université de Paris, promulgués en août 1215 par Robert de Courçon mandaté par le pape Innocent III

En 1215, le légat pontifical Robert de Courçon octroie au nom du pape Innocent III les premiers statuts connus. C'est dans ce document qu'il est fait usage pour la première fois de l'expression universitas magistrorum et scholarium («ensemble des maîtres et des élèves») au sujet de la corporation parisienne).
En 1231 la bulle Parens scientiarum de Grégoire IX conclut le processus de fondation de l'Université.
Les écoles de théologie n'ont pas joué directement un rôle moteur dans la création de l'université. Dans un premier temps, les théologiens sont restés relativement distants. Les actes parlent surtout des membres de la faculté des arts, plus nombreux et turbulents. C'est la nécessité de coordonner la masse des représentants des autres disciplines avec les théologiens, seuls autorisés à dispenser les autorisations d'enseigner, qui a conduit à réorganiser l'ensemble du personnel des écoles en une corporation nouvelle. Dans un second temps, les théologiens ont cherché - et réussi - à occuper un rôle dominant dans l'organisation des disciplines, allant jusqu'à obtenir l'interdiction de l'enseignement du droit civil en 1219 .

### XIIIeetXIVesiècles

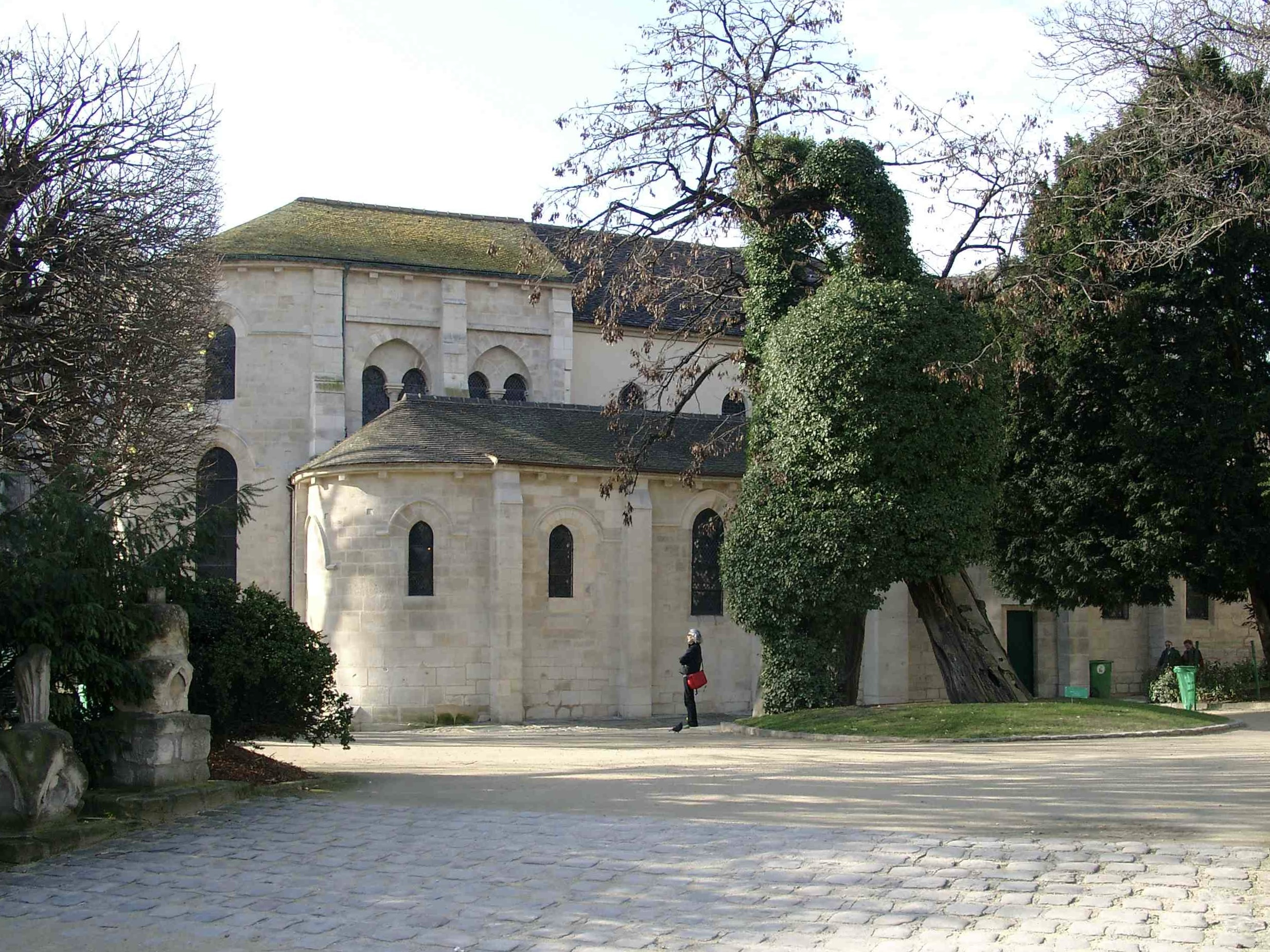
L'église Saint-Julien-le-Pauvre, premier siège des assemblées de l'université de Paris.

L'université de Paris est un studium generale, c'est-à-dire un centre dédié, en principe, à l'enseignement des disciplines alors considérées comme 'supérieures' : théologie, droit, arts libéraux.
Au cours du XIIIe siècle, divers arbitrages organisent l'enseignement des disciplines dites supérieures : théologie arts libéraux (grammaire, rhétorique, dialectique, arithmétique, géométrie, musique, astronomie) décret ou droit canonique (Le droit civil, interdit en 1219, ne sera réautorisé qu'en 1679), médecine (chirurgie, apothicairerie).
Le logement des étudiants (« écoliers ») et l'organisation des corps se fait au sein de fondations pieuses appelées « collèges ».
Le nombre d'étudiants sous le règne de Philippe-Auguste, au cours duquel Paris est qualifié de « civitas philosophorum », est évalué à 15 000, et de 16 à 20 000 au milieu du XVIe siècle.
En mars 1229, après la répression violente par la garde de Paris d'une altercation dans une taverne du quartier Saint-Marcel entre étudiants et les tenanciers le mardi gras qui s'est développée en émeute, les maîtres associés aux étudiants décident une grève des cours de l'université. Une partie des étudiants quittent Paris pour poursuivre leurs études dans d'autres universités, Reims, Toulouse ou Oxford. Après deux années de négociations, le pape Grégoire IX — lui-même ancien étudiant de Paris — publie la bulle pontificale Parens scientiarum (« la mère des sciences ») le 13 avril 1231, que l'on considère a posteriori comme la Magna Carta de l'université de Paris parce qu'elle garantit l'indépendance de l'université. La menace de l'arrêt des cours dispensés par l'université est restée un levier économique puissant.

### Évolution de l’institution auXVesiècle
L'université de Paris ne tarde pas à devenir une véritable autorité morale. Les docteurs de l'université se prononcent sur des controverses fameuses comme la taxation des bénéfices ecclésiastiques par le Saint-Siège, et jouent un grand rôle au moment du Grand Schisme d'Occident (1378–1417). C'est le chancelier de l'université de Paris, Jean de Gerson, qui anime d'ailleurs le concile de Constance (1414–1418), qui met fin au schisme. Pendant la guerre de Cent Ans, l'université soutient les Anglais et le parti bourguignon, et approuve l'exécution de Jeanne d'Arc (1431). Son ancien recteur, Jean Beaupère, participe aux interrogatoires de cette dernière.
Au XVe siècle, l'université est souvent en grève, notamment pendant trois mois en 1443, et pendant six mois de septembre 1444 à mars 1445, mais c'est pour défendre son exemption fiscale. Jusqu'en 1446, les étudiants dépendent en matière pénale de l'université. Il arrive régulièrement que des écoliers soient arrêtés par le prévôt du roi. Dans ce cas-là, le recteur de l'université se rend au Châtelet pour demander que l'écolier soit jugé par l'official de l'université. Si le prévôt du roi refuse, l'université se met en grève.

#### L'université concurrencée: absolutisme royal et nouveaux collèges
La fin du XVe siècle marque pour l'université de Paris le début d'une période délicate. Charles VII la soumet, en 1446, à la juridiction du parlement de Paris, ce qui suscite des émeutes estudiantines auxquelles participe, entre autres, le poète François Villon. En 1453, un écolier, Raymond de Mauregart, est tué par les sergents du Châtelet et l'université se met à nouveau en grève pendant plusieurs mois.
L'université de Paris s'oppose en vain au concordat de Bologne, signé en 1516 par le roi de France François Ier, qui donne au pouvoir royal la possibilité de contrôler l'accès aux grands bénéfices. La fondation du Collège de France, en 1530, et l'apparition de la Compagnie de Jésus et de la Société de l'oratoire de Jésus au milieu du XVIe siècle viennent concurrencer l'université, avant que les guerres de Religion n'embrasent la France. En 1600, le roi de France Henri IV supprime les privilèges de l'université.
Après des velléités d'indépendance au cours de la Fronde, l'université se soumet à Louis XIV. Elle condamne les idées de René Descartes, puis celles des philosophes du siècle des Lumières. Après l'expulsion des Jésuites en 1762, elle annexe le collège Louis-le-Grand et un nouveau bâtiment est construit place du Panthéon pour la faculté de droit.

#### Rationalisation des Lumières

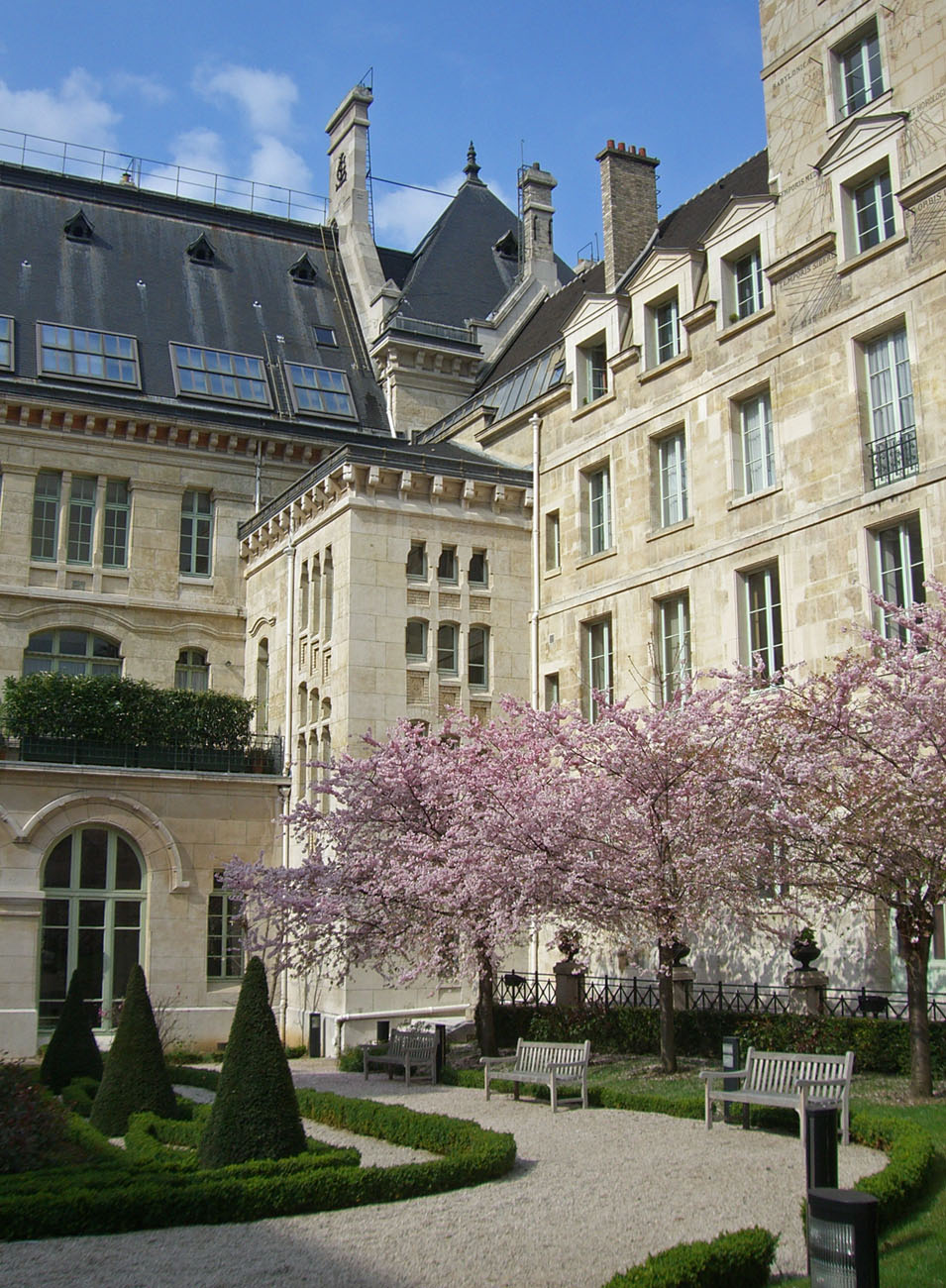
Cour d'honneur de l'actuel lycée Louis-le-Grand, ancien siège de l'université de Paris.

En 1763, après l'expulsion des Jésuites, l'université est réorganisée et 28 de ces collèges (notés par une *)[Quoi ?] sont réunis au sein du collège Louis-le-Grand devenu le chef-lieu de l'université. Il ne reste plus alors à la faculté des arts de Paris, en plus du collège Louis-le-Grand, que neuf collèges dits de plein exercice dispensant encore un enseignement : collège du Cardinal-Lemoine, collège des Grassins, collège d'Harcourt, collège de la Marche, collège de Lisieux, collège de Montaigu, collège de Navarre, collège du Plessis et collège des Quatre-Nations. Un séminaire philologique est créé au collège Louis-le-Grand pour former les professeurs des collèges.
En 1766 est créé un concours d'agrégation pour les classes de philosophie, belles-lettres et grammaire. Lors des vacances d'emploi, les nouveaux professeurs sont choisis parmi les agrégés.

### Fermeture de l'université de Paris
La Révolution française et la suppression des corporations entraîne la disparition de l'université de Paris. En 1791, René Binet est toutefois chargé des fonctions de recteur par la municipalité de Paris. Au mois de février 1792, la faculté de théologie et le tribunal académique sont supprimés, sur le rapport du représentant Gaudin.
Le 19 avril 1792, l'assemblée ordonne que tous les instituteurs ecclésiastiques sont obligés de prêter serment à la constitution civile du clergé. Puis la Convention nationale supprime par décret du 15 septembre 1793 les collèges de plein exercice et les facultés sur l'ensemble du territoire de la République. La Convention nationale décide de remplacer l'enseignement des anciennes universités par un ensemble d'écoles centrales et d'écoles spéciales, précédées par les écoles primaires. En 1794, une école de médecine est créée, qui reprend les fonctions de la faculté de médecine. Elle est rejointe en 1804 par une école de droit.

## Organisation de l'université

### Institutions transversales de l'université
L'université de Paris est formée de quatre facultés : une faculté généraliste, la faculté des arts, et trois facultés spécialisées : la faculté de décret (ancien nom de la Faculté de droit), la faculté de médecine et la faculté de théologie.
Au sein de la faculté des arts existent quatre groupements appelés « nations » : la nation de Normandie, la nation de Picardie, la nation d'Angleterre, puis d'Allemagne, et la nation de France. Excepté la nation de Normandie, ces nations sont composées d'un certain nombre de provinces, elles-mêmes subdivisées en diocèses.
Par exemple, la nation de Picardie comprend deux parties comprenant chacune cinq diocèses :
| - Première partie : - diocèse de Beauvais - diocèse d’Amiens - diocèse de Noyon - diocèse d’Arras - diocèse de Thérouanne | - Seconde partie : - diocèse de Cambrai - diocèse de Laon - diocèse de Tournai - diocèse de Liège - diocèse d’Utrecht |

La nation d'Angleterre est d'abord divisée en deux provinces, la province composée du seul royaume d'Angleterre, et la province composée de onze royaumes non anglais. Les Anglais étant devenus plus tard très minoritaires, la nation abolit cette distinction en 1331 et se subdivise vers la fin du XIVe siècle en trois provinces, Haute-Allemagne, Basse-Allemagne et Écosse. Après la guerre de Cent Ans, la nation d'Angleterre devient la nation d'Allemagne.
Chaque compagnie (faculté ou nation) élit deux officiers subalternes appelés bedeaux, qui sont chargés de proclamer les congés, les heures et les jours de leçons, de publier les décisions de la compagnie et d'en assurer l'exécution matérielle, enfin de précéder avec des masses d'argent le recteur, le doyen ou le procureur dans les grandes cérémonies.
L'université réglemente les industries du livre (librairie, parcheminerie, reliure, enluminure). Elle gère également le service des messagers. Les finances sont administrées par chaque compagnie. Elles sont confiées à un officier élu, un receveur pour les nations, le grand bedeau pour la faculté de théologie, un trésorier pour la faculté de décret, et le doyen pour la faculté de médecine.
Il faut être maître ès arts pour être membre de la faculté des arts ; il faut être docteur pour participer aux délibérations des autres facultés. Les bacheliers des facultés supérieures, qui sont maîtres ès arts, font partie de la faculté des arts tant qu'ils ne sont pas docteurs. Le doctorat leur ôte le droit de participer aux élections et aux délibérations de la faculté des arts. Les religieux de la faculté de théologie et la plupart des bacheliers de la faculté de décret ne font pas partie de la faculté des arts.
Le poste le plus éminent de l'université est celui de recteur. Au XVIIIe siècle, celui-ci est élu tous les trois mois, mais le même est généralement reconduit durant une année. Chaque élection donne lieu à la « procession du recteur », où défilent l'ensemble des dignitaires de l'université en partant du siège de l'université (le collège Louis-le-Grand au XVIIIe siècle). L'ensemble des ordres religieux sont ainsi conviés (augustins, cordeliers, carmes, jacobins, billettes, Blancs-Manteaux, ordre de Sainte-Croix, ordre du Val-des-Écoliers, trinitaires, prémontrés, ordre de Cîteaux, ordre de Saint-Benoît, ordre de Cluny).
Chaque gradué, chaque officier des différentes facultés possède un costume déterminé :
| - les gradués : - les maîtres ès arts, en robe noire - les bacheliers en médecine, en robe noire et chaperon herminé - les bacheliers en droit, en robe noire et chaperon herminé - les bacheliers en théologie, en robe noire et chaperon doublé de fourrure - les docteurs en droit, en robe rouge et chaperon herminé - les docteurs régents en médecine, en chape et fourrure - les docteurs en théologie, en robe noire et violette fourrée avec bonnet de même couleur | - les officiers : - le courrier de l'université - les 4 censeurs des nations - le premier appariteur de la faculté de médecine, en robe bleue fourrée de blanc avec sa masse - le premier appariteur de la faculté de droit, en robe violette avec sa masse - le premier appariteur de la faculté de théologie, en robe violette fourrée de blanc avec sa masse - le recteur de l'université, en robe violette et bonnet carré violet, avec le mantelet royal et l'escarcelle de velours violet, garnie de glands d'or et de galons d'or - les syndic, greffier et receveur de l'université, en robe rouge herminée - les doyens des facultés - les procureurs des quatre nations, en robe rouge herminée blanc et gris - les régents de la faculté des arts, en robe rouge avec le chaperon doublé de fourrure - les 12 imprimeurs et libraires jurés - les 4 papetiers jurés - les 4 parcheminiers jurés - les 2 enlumineurs - les 2 relieurs - les 2 écrivains jurés - les grands messagers en tunique de velours pourpe brodée de fleurs de lys d’or, tenant aux mains le bâton d’azur, semé de fleurs de lys d'or - les hérauts des grands messagers. |

- Recteur de l'université

Le recteur est choisi parmi les membres de la faculté des arts. Il préside le tribunal académique qui se tient au chef-lieu de l'université le premier samedi de chaque mois, formé par les doyens des facultés de théologie, de droit, de médecine, et par les quatre procureurs des quatre nations qui composent la faculté des arts. Le procureur-syndic, le greffier et le receveur assistent aux séances. Le tribunal juge les différends entre les membres de l’université. Les plaignants peuvent faire appel devant l'assemblée générale des facultés.
Les enseignements ont généralement lieu au sein d'établissements tenus par des fondations pieuses appelés « collèges », comme le collège de Sorbonne ou le collège de Navarre pour la théologie (ou, pour les jeunes artiens, le collège de Montaigu, par exemple). L'université de Paris ne possède pas de bâtiment en propre.
L'université a droit à la nomination de quatorze bénéfices : les trois cures de Saint-André-des-Arts, de Saint-Côme, de Saint-Germain-le-Vieux, et onze chapellenies. Les armes de l'université représentent une main tenant un livre entouré de trois fleurs de lys d'or à fond d'azur.

### Faculté de théologie
Paris est la première université à accorder un statut à l'enseignement de la théologie . Avec Oxford et Cambridge, elle est la seule faculté de théologie universitaire qui ait existé avant le XIVe siècle. Dans l'organisation médiévale des savoirs, en particulier sous l'influence d'Aristote, la théologie est qualifiée de « reine des sciences». Parce qu'elle traite de la Cause des causes, elle prétend exercer sur les autres discipline une sorte de suprématie. Cette position épistémologie se traduit dans les institutions médiévales par la revendication de la préséance sur les autres facultés. Dans les hiérarchies universitaires, la faculté de théologie est première. La maîtrise de théologie est l'une des plus longues, elle s'obtient en quinze ans.

### Faculté des Arts
La faculté des arts a les effectifs les plus nombreux. Elle comprend les trois quarts des effectifs des étudiants parisiens au Moyen Âge (entre 3 000 et 4 000 à Paris). Les arts libéraux se composent de deux cycles :
- Le trivium regroupe la rhétorique, la dialectique et la grammaire. (Il correspond à notre philosophie actuelle).
- Le quadrivium regroupe les matières « scientifiques » : arithmétique, géométrie, astronomie et musique.

L'organisation de la Faculté des arts de Paris est documentée dès le XIIIe siècle. À l'université de Douai en 1744, sur 1 705 étudiants, près des trois quarts de l'effectif universitaire est dans la faculté des arts, et un quart en théologie ou droit, le reste en médecine. En France, le maître ès arts est le grade terminal des études à la Faculté des arts des universités. L'âge minimum pour devenir maître ès Arts est de 21 ans. Le maître ès arts devient alors membre de la Faculté des arts. La faculté des Arts sert de propédeutique, préalable à l'entrée aux facultés de droit, théologie ou médecine.
La maîtrise désigne le principal grade universitaire dans l'ancienne université de Paris, sur laquelle les universités anglo-saxonnes ont pris modèle. Jusqu'à l'arrêté du 26 mai 1992 relatif au diplôme d'études universitaires générales, à la licence et à la Master, elle s'obtient généralement en un minimum de cinq ans et implique l'obtention, notamment en lettres, du diplôme d'études supérieures ou certificat d'études supérieures.

### Faculté de décret
Depuis 1219 seul l'enseignement du droit canonique est autorisé.

## Collèges
Les collèges n'accueillent qu'une minorité d'étudiants du XIIIe siècle au XVe siècle (un étudiant sur dix à Paris en 1450) mais jouent un rôle important. À l'origine lieux d'hébergement, les collèges deviennent progressivement des lieux d'enseignement parallèlement aux universités, en particulier au XVe siècle. Il existe deux types de collèges : les «collèges réguliers», appelés au Moyen Âge studia : couvents d'études destinés à la formation des membres d'un ordre régulier, et les « collèges séculiers » (ouverts aux clercs et aux laïcs).

### Origine
L'apparition des collèges dès la fin du XIIe siècle est antérieure à celle de l'université. Le plus ancien collège est celui du Collège des Dix-Huit fondé en 1180. Ils sont à l'origine des lieux d'hébergement en faveur d'étudiants pauvres qui se trouvaient assurés du gîte et du couvert, et qui fréquentent les mêmes cours que les autres étudiants. Ce mouvement de fondation est à l'initiative de riches bienfaiteurs, comme le mécène anglais, Josse de Londres, qui parraine l'université.

### XIIIeetXIVesiècles
Dès 1215–1219 apparaissent également des collèges réguliers. Ces couvents-collèges (studia) hébergent les Frères et disposent d'écoles. Du milieu du XIIIe siècle aux deux premières décennies du XVe siècle, près de 60 collèges s'implantent sur la rive gauche de la Seine.

### Évolution de l'institution auXVesiècle
De façon ponctuelle d'abord puis régulière dès 1430, on voit les collèges abriter des tâches d'enseignement. Sous le règne de Charles VI l'activité d'enseignement devient très dynamique au Collège de Navarre et d'autres grands collèges deviennent des centres d'enseignement comme le Collège de Sorbonne. Mais les collèges ne peuvent distribuer les grades universitaires.

### Liste des Collèges

#### Couvents ou Collèges réguliers
| Liste des collèges des ordres réguliers à Paris |                   |                                                                            |                                                                  |
| Nom du collège                                  | Date de fondation | Fondateur                                                                  | Adresse actuelle                                                 |
| Collège des Cordeliers                          | 1217              | Ordre des franciscains                                                     | Rue de l'École-de-Médecine                                       |
| Studium generale des Jacobins                   | 1217              | Ordre des dominicains                                                      | Rue Saint-Jacques                                                |
| Collège des Bernardins                          | 1246              | Étienne de Lexington, abbé de Clairvaux                                    | Rues de Poissy et de Pontoise                                    |
| Collège de Prémontré                            | 1255              | Ordre de Prémontré                                                         | Angle de la rue de l'École-de-Médecine et de la rue Hautefeuille |
| Collège des Carmes                              | 1255              | Ordre des Carmes                                                           | Sous le marché des Carmes                                        |
| Collège des Augustins                           | 1259              | Chapitre général de Padoue, puis Gilles de Rome, confesseur de Philippe IV | 53-55, quai des Grands-Augustins                                 |
| Collège de Cluny                                | 1260 1269         | Yves de Vergy, puis son neveu Yves de Chasant, abbés de Cluny              | 1-3, place de la Sorbonne                                        |
| Collège de Saint-Denis                          | 1263 1266         | Matthieu de Vendôme, abbé de Saint-Denis                                   | 21, rue des Grands-Augustins et sous la rue Christine            |
| Collège de Marmoutiers                          | 1329              | Geoffroy du Plessis, conseiller de Philippe IV et notaire pontifical       | Sous le lycée Louis-le-Grand                                     |

#### Collèges séculiers
| - Collège des Dix-Huit* ou de Notre-Dame. (séc.), 1180, renouvelé en 1368 - Collège des Bons-Enfants-Saint-Honoré* (séc.), 1208 - Collège des Mathurins (rég., ordre de la Sainte-Trinité), 1209 - Collège de Saint-Nicolas-du-Louvre (séc.), vers 1217 - Collège des Dominicains ou Jacobins (règ., ordre des Dominicains), 1229 - Collège de Sainte-Catherine-du-Val-des-Écoliers (rég.), 1229 - Collège des Bons-Enfants-Saint-Victor (séc.), 1250 - Collège de Sorbonne (séc.), 1253 - Collège du Trésorier* ou collège Notre-Dame de Rouen (séc.), 1268 - Collège de Danemark ou de Dace, 1275 - Collèges des Charités-Saint-Denis, 1263 - Collège de Calvy (Petite Sorbonne), 1274 - Collège d'Harcourt, 1280 - Collège d'Uppsala ou de Suesse, 1291 - Collège des Cholets*, 1295 - Collège du Cardinal-Lemoine, 1303 - Collège de Navarre ou de Champagne 1304 - Collège de Bayeux*, 1308 - Collège de Laon*, 1314 - Collège de Presles* 1313 - Collège de Montaigu, 1314 - Collège de Cornouailles*, 1317 - Collège de Narbonne*, 1317 - Collège de Linköping, 1317 - Collège du Plessis, 1322 - Collège de Tréguier*, 1325 - Collège de Marmoutiers, 1329 - Collège de Bourgogne*, 1330 - Collège d'Arras*, 1332 1302 - Collège des Écossais, 1333 | - Collège de Tours*, 1333 - Collège de Hubant* ou de l’Ave-Maria, 1334 (1339) - Collège des Lombards, 1334 - Collège de Lisieux, 1335 - Collège d'Autun*, 1337 - Collège de Chanac Pompadour* ou de Saint-Michel, 1338 - Collège de Toul ou de Thou, 1393 - Collège Mignon* ou de Grammont, 1343 - Collège de Cambrai* ou des Trois-Évêques, 1348 - Collège des Allemands, vers 1348 - Collège de Tournai, 1353 - Collège de Boncourt, 1353 - Collège de Justice*, 1354 - Collège de Boissy*, 1358 - Collège de la Marche-Winville, 1362 (Constantinople ?) - Collège de Vendôme, 1367 ? - Collège de Beauvais* ou de Dormans, 1370 - Collège de maitre Gervais* ou de Notre-Dame-de-Bayeux, 1370 - Collège de Dainville*, 1380 - Collège Fortet*, 1394 - Collège de Séez* ou Sées, 1427 - Collège de Reims*, fondé en 1412 et collège de Rethel, fondé peu après 1293, ces deux sont réunis en 1443. - Collège de Coqueret, 1450 - Collège Sainte-Barbe*, 1460 - Collège des Grassins, 1569, spécialisé dans l'enseignement des humanités (philosophie, rhétorique), en 1763 l'un des neuf collèges de plein exercice - Collège de Carembert ou Karembert (fondé par Even de Kerobert) ou collège de Léon*, en 1325 - Collège d'Aubusson - Collège de Skara - Collège de Vézelay - Collège de Tonnerre, XVe siècle - Collège de Donjon, uni à Tréguier, XVe siècle |

## Maîtres et Écoliers

### Maîtres
Au XIIIe siècle, les ordres mendiants (dominicains et franciscains) cherchent à accaparer les chaires dans les facultés, en particulier dans les facultés de théologie. Cela entraîne des conflits et des invectives avec le clergé séculier.

### Écoliers
Les écoliers ou escholiers appartiennent à la catégorie des clercs et sont donc tonsurés. Ils peuvent venir d'autres « pays » et se regrouper en nations, qui sont des sociétés d'entraide. Chaque nation choisit un procureur qui la représente dans l'administration de l'université. Les étudiants sont turbulents, et leurs tapages nocturnes dérangent les bourgeois de la ville.
Le coût des études est important : logement, livres, taxes d'examen, cadeaux aux maitres… De plus des travaux universitaires récents sur le recrutement des universités françaises montrent effectivement que très peu d'étudiants sont originaires de leur ville d'étude et que la majorité vit loin de leur milieu familial, pour un séjour de plusieurs années. En raison du nombre élevé de chanoines et d'évêques qui y ont étudié, Innocent III décrit l'université comme le « four qui cuit le pain pour le monde ».

### Personnalités
- Thomas d'Aquin (1225/1226–1274), écolier puis Maître-Régent au Collège des Jacobins
- Bonaventure de Bagnoregio (1221–1274), écolier puis docteur en théologie
- Jean Beaupère, docteur en théologie, recteur de l'Université de Paris
- Pierre d'Ailly, écolier au Collège de Navarre, chancelier de l'Université de Paris
- Joachim Du Bellay, écolier au Collège de Coqueret
- Hector Boece (1465–1536), écolier au Collège de Montaigu
- Jean Calvin (1509–1564), écolier au Collège de la Marche, lecteur au Collège Fortet
- Mathurin Cordier
- Jacques Despars (v. 1380–1458), faculté de médecine
- Jean Dorat
- Érasme (Desiderius Erasmus Roterodamus) (1469–1536), écolier au Collège de Montaigu
- Jacques Fournier (vers 1285–1342), écolier au Collège Collège des Bernardins, docteur en théologie, pape sous le nom de Benoît XII
- Jean de Gerson (1363–1429), écolier au Collège de Navarre, chancelier de l'Université de Paris
- Diogo de Gouveia (pt) (1471–1557), humaniste portugais
- André de Gouveia (1497–1548), humaniste portugais
- Louis Malet de Graville
- Jacques Lefèvre d'Étaples (1450–1537), enseignant en philosophie au Collège du cardinal Lemoine
- Ignace de Loyola (1491–1556), fondateur de la Compagnie de Jésus,
- Jean Molinet (1435–1507), écolier au Collège de Montaigu
- Henri de Mondeville (1260–1320), faculté de médecine
- Armand-Jean de Mauvillain (1620–1685), de 1666 à 1668 doyen de la faculté de médecine (médecin et amis de Molière)[13].
- Nicole Oresme (1325–1382), écolier au Collège de Navarre, docteur en théologie, grand-maître du Collège de Navarre.
- Gonzalo Pérez (Gonzalo Pérez Gudiel) (1238/39–1299), maître de la faculté des arts en 1259
- Pierre de Ronsard, écolier au Collège de Coqueret
- Pierre Roger (1291–1352), pape sous le nom de Clément VI
- Domingo de Soto (1494–1560), écolier au Collège de Coqueret
- François Villon (1431–1463), écolier au Collège de Navarre, poète
- Albrecht von Bollstädt (Saint Albert le Grand) (entre 1193 et 1206, sans doute en 1193–1280), écolier puis Maître-Régent au Collège des Jacobins.

### Organisation des études

#### Grades
Le grade le plus ancien est la licence. Celui-ci n'est en fait pas un grade d'origine universitaire puisqu'il est conféré par le chancelier de Notre-Dame ou de Sainte-Geneviève et donne le droit d'enseigner dans toutes les universités. L'université crée ensuite d'autres grades : le baccalauréat, le bachelier obtenant le droit d'assister le professeur avant d'obtenir la licence ; la maîtrise, grade terminal des études artiennes marquant l'intronisation dans la corporation ; et le doctorat qui reconnaît le titulaire comme un spécialiste de sa discipline (droit, médecine, théologie).

##### Baccalauréat
Le baccalauréat a deux niveaux. Le baccalauréat ès arts est le premier grade. C'est en ce sens qu'il désigne aujourd'hui en France le diplôme donnant accès aux études supérieures. Le maître ès arts reste cependant moins qualifié que le bachelier ès décret, médecine, ou théologie. Le baccalauréat est conféré dans les quatre facultés : faculté des arts, de médecine, de décret (ancien nom de la Faculté de droit) et de théologie. Il s'agit du premier grade obtenu dans chacune de ces facultés, la faculté des arts étant généralement un préalable aux autres facultés : le baccalauréat de théologie, par exemple, est supérieur au baccalauréat ès arts, et même à la licence ès arts. Le bachelier peut ensuite préparer la licence de sa faculté afin d'obtenir le droit d'enseigner (licencia docendi : permission d'enseigner) dans celle-ci. En tant que bachelier, il peut assister un professeur pour l'enseignement en direction des candidats au baccalauréat en étant responsable des cours dits « extraordinaires ».

##### Doctorat
Il n'y a au début pas de nette différence entre le titre de « docteur » et le titre de « maître », tous deux sont attribués au terme des études dans l'une des facultés. Les doctorats sont conférés dans trois disciplines : d'abord en droit, puis en médecine et en théologie. Dans la faculté ès Arts, le titre terminal de maître ès arts demeure. Le doctorat est obtenu peu de temps après la licence à la suite d'une épreuve orale dénommée généralement vespérie. Le doctorat est à cette époque un titre principalement protocolaire, que ce soit dans son obtention ou dans son usage, il ne demande pas de préparation particulière si ce n'est de remplir toutes les formalités de l'époque. La durée d'obtention est avant tout allongée par le nombre réduit de sessions et déterminée par le rang obtenu par le candidat lors de l'obtention de la licence (le « major » de licence étant le premier sur la liste pour obtenir le doctorat). En obtenant le doctorat, l'impétrant devient membre de sa faculté.
Le titre de docteur donne aux décisions de celui qui le porte force de loi. Ce qu'un docteur ès décret dit ou écrit peut servir d'argument auprès d'un juge. Ce qu'un docteur en théologie dit ou écrit engage l'autorité de l'Église et ne peut être contesté sans risquer une accusation d'hérésie. L'admission au titre de docteur signifiait que la thèse soutenue est admise par les docteurs plus anciens comme n'étant pas une hypothèse ou une possibilité d'interprétation mais comme une expression exacte du Saint-Esprit. D'où les enjeux et la force du débat introduit par un Thomas d'Aquin par exemple ou des discussions sur le rôle de l'interprétation humaine introduites par la pensée d'un Jean Duns Scot. Le titre de docteur a donc une valeur proche de celui que nous nommons aujourd'hui « professeur » et a en fait un sens bien différent.

#### Examen d'après l'Encyclopédie
Voici quelques détails portant sur le baccalauréat dans les différentes facultés supérieures présentés dans l'Encyclopédie de Diderot et d'Alembert.

##### Faculté de décret
D'après les statuts de 1600, le baccalauréat en droit canonique peut être obtenu après deux années d'études. Le candidat passe un examen sur la décrétale devant deux docteurs, puis prête serment et reçoit la bénédiction du doyen.

##### Faculté de médecine
Pour être bachelier en médecine, il faut, après avoir été quatre ans maître ès Arts à l'université, faire deux ans d'étude en médecine et subir un examen, après quoi on est revêtu de la fourrure pour entrer en licence.
D'après les statuts de 1600, on ne reçoit les bacheliers en médecine que de deux ans en deux ans. Cette réception se fait vers la mi-carême. Les aspirants doivent justifier qu'ils sont maîtres ès arts de l'université de Paris depuis quatre ans ou huit s'ils viennent d'une autre université. Le candidat passe un examen puis prête serment. Une clause de célibat existe, mais elle est retirée en 1600. Les bacheliers en médecine ne peuvent exercer dans la ville ou les faubourgs de Paris qu'avec l'assistance d'un docteur. D'après un édit de 1707, pour les autres facultés de France, il faut être licencié pour exercer la médecine.